# Stazione di Cotignola
Stazione di Cotignola vasútállomás Olaszországban, Cotignola településen.

## Vasútvonalak
Az állomást az alábbi vasútvonalak érintik:
- Faenza–Lavezzola-vasútvonal

## Kapcsolódó állomások
A vasútállomáshoz az alábbi állomások vannak a legközelebb:
- Stazione di Lugo
- Stazione di Granarolo Faentino